# 엘레 쿨
엘레 쿨(에스토니아어: Elle Kull, 1952년 1월 5일 ~ )은 에스토니아의 배우이다.